# 人見順士
人見 順士（ひとみ じゅんし、1881年（明治14年）4月2日 - 1959年（昭和34年）5月1日）は、大日本帝国陸軍軍人。最終階級は陸軍少将。功四級。

## 経歴
1881年（明治14年）に東京府で生まれた。陸軍士官学校第15期卒業。1929年（昭和4年）8月1日に陸軍歩兵大佐進級と同時に第7師団司令部附となり、北海道帝国大学に配属された。1932年（昭和7年）3月に歩兵第10連隊長（第10師団・歩兵第33旅団）に就任し、満洲事変終戦後の満洲に出動し、討伐戦に任じた。
1934年（昭和9年）3月5日に陸軍少将に進級して待命、3月16日に予備役に編入された。1945年（昭和20年）4月6日に召集され、名古屋陸軍幼年学校長に就任した。
1947年（昭和22年）11月28日、公職追放仮指定を受けた。